# Micheal Eric
Pour les articles homonymes, voir Eric.
Micheal Eric, né le 24 juin 1988 à Lagos au Nigeria, est un joueur nigérian de basket-ball.

## Biographie
Eric remporte l'EuroCoupe 2017-2018 avec Darüşşafaka.
En juillet 2019, Eric signe un contrat de deux ans avec le Saski Baskonia, club espagnol qui évolue en Euroligue. Eric est champion d'Espagne en 2020. Le contrat entre le joueur et le club est rompu en juillet 2020 et Eric s'engage peu après avec Türk Telekomspor.
En février 2021, pour pallier plusieurs absences sur blessure, il est recruté par le CSKA Moscou jusqu'à la fin de la saison en cours.

## Palmarès

### En club
- Vainqueur de l'EuroCoupe 2017-2018 avec le Darüşşafaka.
- Champion d'Espagne en 2020 avec le Saski Baskonia.
- Champion de Russie et vainqueur de la VTB United League 2021 avec le CSKA Moscou

### Distinctions personnelles
- NBA D-League All-Rookie Second Team (2013)
- NBA D-League All-Star (2016)
- NBA D-League All-Defensive Team (2016)